# 城山町 (豊中市)
城山町（しろやまちょう）は大阪府豊中市の町丁。現行行政地名は城山町一丁目から城山町四丁目。

## 地理
豊中市域中部に位置し、東端は天竺川によって服部緑地と、南端は服部本町と、北端は長興寺南と、西端は国道176号線によって曽根東町とそれぞれ隔てられている。地区全体に戸建て住宅や集合住宅が広がり、住宅地の様相を呈している。城山町一丁目は地区北西部の一帯で、集合住宅と戸建て住宅が混在するほか、さわ病院が位置する。城山町二丁目は地区の南西部の一角を占めており、戸建て住宅が密集するほか、複数の寺院が見られる。城山町三丁目は地区東部の一帯で、三丁目内の北端、及び南端には集合住宅が、三丁目内中部には戸建て住宅が位置する住宅街となっている。城山町四丁目は地区東部の南北に細長い区画であり、戸建て住宅地となっているほか、市立緑地小学校などの教育施設が設置されている。

## 歴史
- 1965年（昭和40年） - 福井・長興寺・曽根・岡山・服部各地区より分離して、城山町一丁目から四丁目を設置。

## 校区
2024年（令和6年）5月現在、市立小・中学校に通う場合、校区は以下の通りとなる。
| 地域                 | 小学校       | 中学校     |
| -------------------- | ------------ | ---------- |
| 城山町一丁目・二丁目 | 中豊島小学校 | 第四中学校 |
| 城山町三丁目・四丁目 | 緑地小学校   | 第四中学校 |

## 事業所
2018年（平成30年）現在の経済センサス調査による事業所数と従業員数は以下の通りである。
| 町丁         | 事業所数 | 従業者数 |
| ------------ | -------- | -------- |
| 城山町一丁目 | 29事業所 | 692人    |
| 城山町二丁目 | 13事業所 | 190人    |
| 城山町三丁目 | 9事業所  | 49人     |
| 城山町四丁目 | 5事業所  | 38人     |

## 主な施設

### 教育機関
- 豊中市立緑地小学校
- 北斗会看護専門学校
- 服部みどり幼稚園
- 豊中あけぼのこども園

### 医療機関
- さわ病院

### 金融機関
- 三菱UFJ銀行豊中支店さわ病院出張所

### 交通機関
- 阪急バス城山町停留所

### 宗教施設
- 藤井寺
- 西法寺